# Albula (rivier)
De Albula (Reto-Romaans: Alvra) is een rivier in Zwitserland in het kanton Graubünden.
De rivier ontspringt op de Albulapas, stroomt door het stuwmeer van Palpuogna en mondt uit in de Achter-Rijn. De belangrijkste zijrivieren zijn de Tuorsbach, het Landwasser en de Julia.
Een deel van de Albula wordt bij Bergün afgetapt voor stroomopwekking in een energiecentrale bij Filisur. Na Tiefencastel voegt zich de Julia bij de Albula en gaat de rivier verder richting Achter-Rijn door de Albulakloof. Door een stuw bij Solis en de ligging in de kloof, heeft het ontstane stuwmeer het karakter van een brede rivier. De Albula mondt na 36 km tussen Fürstenau en Sils im Domleschg uit in de Achter-Rijn.
De rivier wordt over haar gehele lengte gevolgd door een traject van de Albulaspoorlijn.

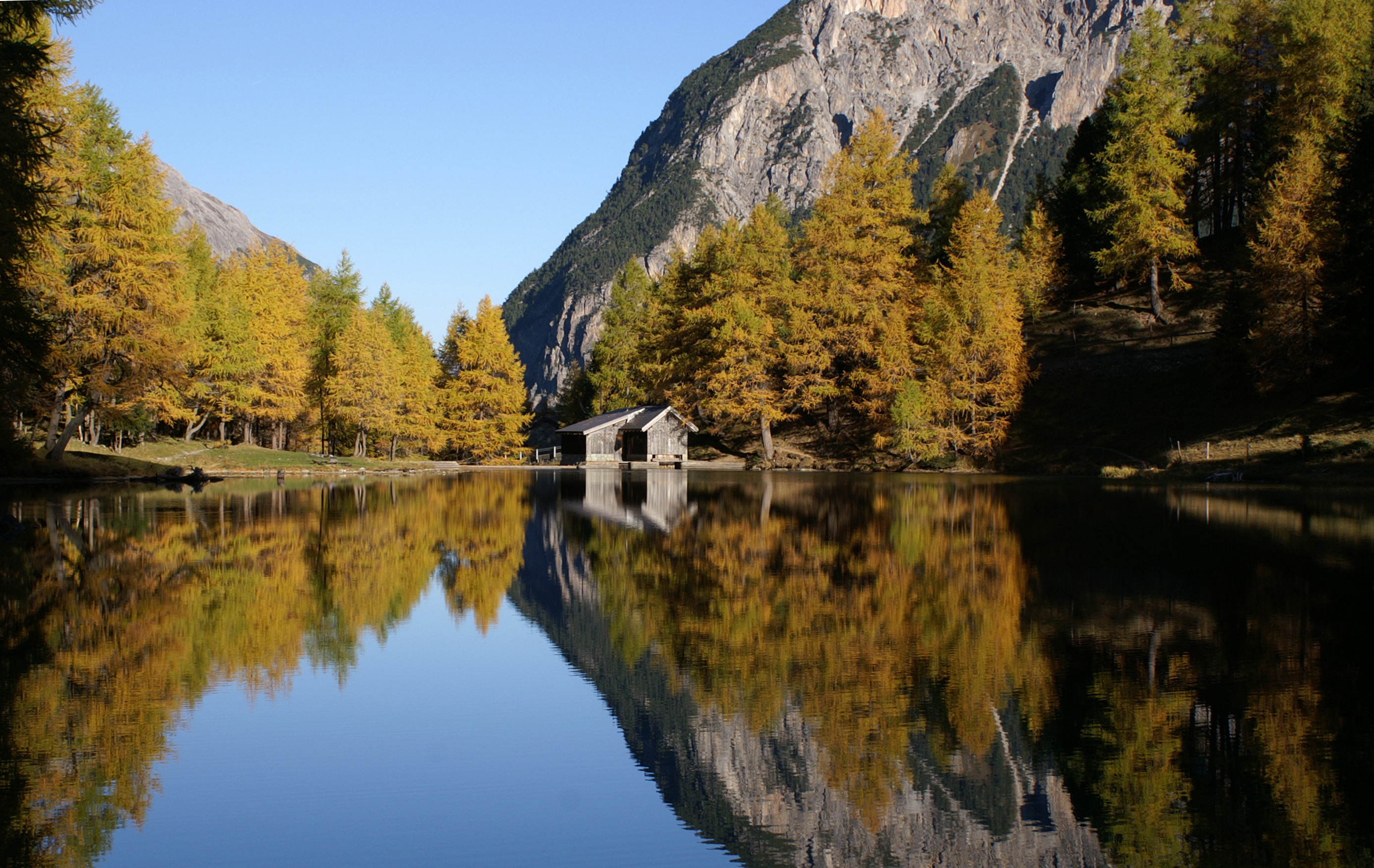
Het Palpuogna-meer

- Gemeinsame Normdatei: 4001089-2
- Historisch woordenboek van Zwitserland: 008085
- Virtual International Authority File: 245615485